# Hinges
Hinges és un municipi francès situat al departament del Pas de Calais i a la regió dels Alts de França. L'any 2007 tenia 2.173 habitants.

## Demografia

### Població
El 2007 la població de fet de Hinges era de 2.173 persones. Hi havia 812 famílies de les quals 129 eren unipersonals (43 homes vivint sols i 86 dones vivint soles), 267 parelles sense fills, 377 parelles amb fills i 39 famílies monoparentals amb fills.
La població ha evolucionat segons el següent gràfic:
Habitants censats

### Habitatges
El 2007 hi havia 854 habitatges, 819 eren l'habitatge principal de la família, 3 eren segones residències i 32 estaven desocupats. 844 eren cases i 8 eren apartaments. Dels 819 habitatges principals, 714 estaven ocupats pels seus propietaris, 93 estaven llogats i ocupats pels llogaters i 11 estaven cedits a títol gratuït; 1 tenia una cambra, 9 en tenien dues, 62 en tenien tres, 162 en tenien quatre i 585 en tenien cinc o més. 723 habitatges disposaven pel capbaix d'una plaça de pàrquing. A 299 habitatges hi havia un automòbil i a 468 n'hi havia dos o més.

### Piràmide de població
La piràmide de població per edats i sexe el 2009 era:
| Homes | Edats   | Dones |
| ----- | ------- | ----- |
| 0     | 95 o +  | 2     |
| 0     | 90 a 94 | 5     |
| 2     | 85 a 89 | 3     |
| 5     | 80 a 84 | 4     |
| 32    | 75 a 79 | 38    |
| 40    | 70 a 74 | 40    |
| 40    | 65 a 69 | 33    |
| 36    | 60 a 64 | 47    |
| 45    | 55 a 59 | 38    |
| 58    | 50 a 54 | 57    |
| 99    | 45 a 49 | 94    |
| 77    | 40 a 44 | 90    |
| 84    | 35 a 39 | 79    |
| 50    | 30 a 34 | 62    |
| 41    | 25 a 29 | 49    |
| 67    | 20 a 24 | 26    |
| 89    | 15 a 19 | 81    |
| 96    | 10 a 14 | 75    |
| 70    | 5 a 9   | 51    |
| 41    | 0 a 4   | 30    |

## Economia
El 2007 la població en edat de treballar era de 1.470 persones, 1.088 eren actives i 382 eren inactives. De les 1.088 persones actives 1.009 estaven ocupades (564 homes i 445 dones) i 78 estaven aturades (34 homes i 44 dones). De les 382 persones inactives 135 estaven jubilades, 128 estaven estudiant i 119 estaven classificades com a «altres inactius».

### Ingressos
El 2009 a Hinges hi havia 829 unitats fiscals que integraven 2.273,5 persones, la mediana anual d'ingressos fiscals per persona era de 21.159 €.

### Activitats econòmiques
Dels 50 establiments que hi havia el 2007, 4 eren d'empreses alimentàries, 2 d'empreses de fabricació d'altres productes industrials, 13 d'empreses de construcció, 9 d'empreses de comerç i reparació d'automòbils, 2 d'empreses de transport, 2 d'empreses d'hostatgeria i restauració, 1 d'una empresa d'informació i comunicació, 2 d'empreses financeres, 1 d'una empresa immobiliària, 5 d'empreses de serveis, 4 d'entitats de l'administració pública i 5 d'empreses classificades com a «altres activitats de serveis».
Dels 20 establiments de servei als particulars que hi havia el 2009, 1 era un taller de reparació d'automòbils i de material agrícola, 1 autoescola, 1 paleta, 2 guixaires pintors, 2 fusteries, 4 lampisteries, 2 electricistes, 2 empreses de construcció, 3 perruqueries, 1 restaurant i 1 saló de bellesa.
Dels 7 establiments comercials que hi havia el 2009, 1 era una botiga de més de 120 m², 3 fleques, 2 carnisseries i 1 una joieria.
L'any 2000 a Hinges hi havia 20 explotacions agrícoles que ocupaven un total de 572 hectàrees.

## Equipaments sanitaris i escolars
L'únic equipament sanitari que hi havia el 2009 era una farmàcia.
El 2009 hi havia 1 escola maternal i 1 escola elemental.

## Poblacions més properes
El següent diagrama mostra les poblacions més properes.